# Jarovnice
Jarovnice (bis 1927 slowakisch auch „Jaronivce“; deutsch Jarownitz, ungarisch Jernye) ist eine Gemeinde in der Nordostslowakei. Sie liegt im Šarišská vrchovina (Scharoscher Bergland) am Flüsschen Malá Svinka, 6 km von Sabinov und 16 km von Prešov entfernt.

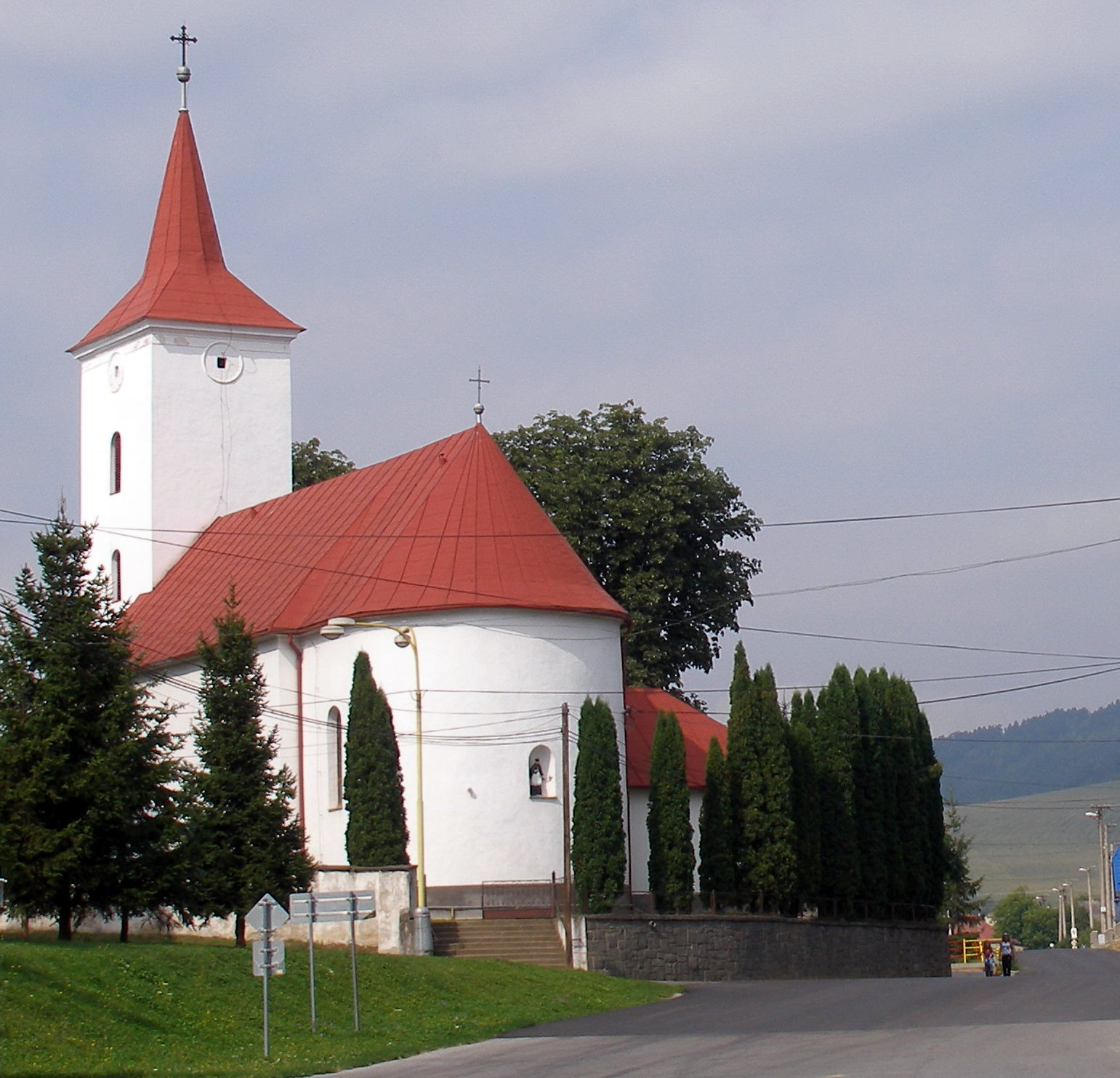
Blick auf den Ort

Die erste schriftliche Erwähnung erfolgte im Jahr 1262. 1998 wurde das Dorf wie auch die Nachbargemeinden Uzovské Pekľany und Renčišov durch ein Jahrtausendhochwasser überschwemmt, dabei gab es 50 Opfer. Heute hat die Gemeinde mehr als 6000 Einwohner, davon sind rund 80 % Roma.
Zur Gemeinde gehört neben dem Hauptort auch das 1970 eingemeindete Dorf Močidľany.

## Bevölkerung
| Jahr                | 1994 | 2004     | 2014     | 2024     |
| ------------------- | ---- | -------- | -------- | -------- |
| Anzahl der Personen | 3377 | 4562     | 6110     | 8261     |
| Unterschied         |      | +35,09 % | +33,93 % | +35,20 % |

| Jahr                | 2023 | 2024    |
| ------------------- | ---- | ------- |
| Anzahl der Personen | 7992 | 8261    |
| Unterschied         |      | +3,36 % |

## Film
- Stanislaw Mucha, Regie: Zigeuner. Deutschland, 2007, 92 Min. HR